# فيجوة زغباء
فيجوة زغباء (الاسم العلمي:Acca lanuginosa) هي نوع من النباتات تتبع جنس الفيجوة من فصيلة الآسية.